# Next Volley Dordrecht
Next Volley Dordrecht is een volleybalvereniging in Dordrecht. De vereniging is sinds 2007 een fusie vereniging tussen Ekspalvo en Futora. Ekspalvo is ooit als Sint Paul gestart in 1950. Futora is een fusievereniging tussen Torpedo's en Orawi. 
Als Bouwlust/Orawi werd in 1975 de nationale volleybalbeker behaald.

## Zaal
De zaal heeft 4 velden in totaal en heeft kleedkamers aangrenzend.

## Teams
Next Volley Dordrecht heeft verschillende teams: vanaf de jongsten tot de senioren. (CMV-Heren/Dames 1)

## Motto
Hun motto is: Be part. Be proud. Next Volley Dordrecht.

## Erelijst
| Competitie          | Mannen |
| ------------------- | ------ |
| Kampioen Topdivisie | 2008   |
| Bekerwinnaar        | 1975   |